# Eisregen
Az Eisregen német black/death metal együttes.

## Története
1995-ben alakultak Tambach-Dietharzban. Első nagylemezüket 1998-ban adták ki. Korai albumaikat inkább a black metal stílus jellemzi, későbbi lemezeiken viszont inkább a death metal stílus dominál. Morbid és sértő szövegeik miatt országuk gyakran cenzúrázta őket. Dalaikban néha fekete humor is előfordul. A "Krebskolonie" (Rákkolónia), illetve "Fleischfestival" (Húsfesztivál) című albumaik be vannak tiltva országukban. Újabb albumaikon hegedű is hallható néhány számukban.

## Tagok
- Michael Roth - ének
- Michael Lenz - gitár, basszusgitár
- Franzi - billentyűk
- Ronny Fimmel - dob, elektronika

## Korábbi tagok
- K. Matthes - basszusgitár (1997-1998)
- Michael Brill - basszusgitár (1999-2000)
- Sebastian Morbach - basszusgitár (1996-1997, 2000-2005)
- Theresa Trenks - hegedű (1997-2006)
- Daniel Fröbing - billentyűk (1995-1999, 2007)
- Birgit Lages - basszusgitár (2005-2006)

## Diszkográfia
- Promo 96 - demó, 1996
- Das Ende des Weges - demó, 1996
- Fleischhaus - kislemez, 1997
- Zerfall - album, 1998
- Krebskolonie - album, 1998
- Leichenlager - album, 2000
- Fleischfestival - EP, 2000
- Farbenfinsternis - album, 2001
- Lager Leipzig - videóalbum, 2001
- Wundwasser - album, 2004
- Hexenhaus - EP, 2005
- Blutbahnen - album, 2007
- Eine Erhalten - EP, 2007
- Knochenkult - album, 2008
- Bühnenblut - koncertalbum, 2009
- Schlangensonne - album, 2010
- Madenreich - Ein Stück Rostrot - EP, 2011
- Rostrot - album, 2011
- Krebskollektion - válogatáslemez, 2012
- Todestage - album, 2013
- Flötenfreunde - EP, 2014
- Brummbär - EP, 2015
- Marschmusik - album, 2015
- Fleischfilm - album, 2017
- Satan liebt dir - EP, 2018
- Fegefeuer - album, 2018